# Jianping Li
Dr. Jianping Li (idioma chino: 李建平) es un profesor de meteorología en el Instituto de Física Atmosférica (acrónimo en inglés IAP), de la Academia China de las Ciencias (CAS). También es el director Adjunto del Laboratorio de ciencias atmosféricas y dinámica de fluidos geofísicos (LASG), IAP/CAS, una Facultad afiliada de la Universidad de Hawái, EE. UU., miembro de la Royal Meteorological Society (RMetS), y profesor visitante en la Universidad de Graduados deCAS, Universidad Lanzhou y de Universidad Oceánica de China, y Secretario General del Comité Nacional de China de la Unión Internacional de Geodesia y Geofísica (IUGG).
En 1991, 1994, y 1997, obtuvo respectivamente su B.Sc., M.Sc. y el Ph.D., por la Universidad Lanzhou. Sus intereses científicos son de la dinámica climática y predictibilidad, monzones, modos anulares y sus impactos, etc. Ha publicado más de 140 artículos científicos, algunos libros y ha ganado numerosos premios. Es científico jefe de dos Proyectos nacionales de investigación básica: (973AIPO y 973ALS) de China. La 973AIPO se centra en la interacción océano-atmósfera sobre Asia (AIPO) y su impacto en la variación climática a corto plazo en China, y 973ALS en las interacciones aire-tierra-mar (ALS) en Asia y su papel en el cambio global.

## Obra

### Algunas publicaciones
- Ling j., p. Bauer, p. Bechtold, a. Beljaars, r. Forbes, f. Vitart, m. Ulate, c. Zhang. 2014. Global versus Local MJO Forecast Skill of the ECMWF Model during DYNAMO. Mon. Wea. Rev., 142, 2228-2247.

- Ling j., c. Li, w. Zhou, x. Jia. 2014. To begin or not to begin? A case study on the MJO initiation problem. Theor. Appl. Climatol., 115, 231-241.

- Li c., j. Ling, j. Song, j. Pan, t. Hua, x. Chen. 2014. Research progress in china on the tropical atmospheric intraseasonal oscillation. J. Meteorol. Res., 28, 671-692.

- Ling j., c. Zhang, p. Bechtold. 2013. Large-Scale Distinctions between MJO and Non-MJO Convective Initiation over the Tropical Indian Ocean. J. Atmos. Sci., 70, 2696-2712.

- Ling j., c. Zhang. 2013. Diabatic Heating Profiles in Recent Global Reanalyses. J. Climate, 26, 3307-3325.

- Ling j., c. Li, x. Jia, c. Zhang. 2013. Effect of boundary layer latent heating on MJO simulations. Adv. Atmos. Sci., 30, 101-115.

- Zhang, c., j. Ling. 2012. Potential Vorticity of the Madden-Julian Oscillation. J. Atmos. Sci., 69, 65-78.

- Ling j., c. Zhang. 2011. Structural evolution in latent heating profiles of the MJO in global reanalysis and TRMM. J. Climate, 24, 825-842.

## Honores

### Membresías
Es miembro de varios comités académicos, como el Comité de Honores y Reconocimiento./Unión Internacional de Geodesia y Geofísica (IUGG), Comisión Internacional de Clima (ICCL), Comisión Internacional de Meteorología Dinámica (ICDM), WWRP Panel de Monzones, autor jefe de IPCC WG II, Grupo de trabajo de Consultores de ONU sobre Ambiente (WGUNEC), Asociación China de Ciencia y Tecnología (CAST), Comisión Internacional de Atmósferas Planetarias y su Evolución (ICPAE), Jóvenes científicos de la Tierra (YES), y editor responsable de Theoretical and Applied Climatology, Advances in Atmospheric Sciences, Chinese Journal of the Atmospheric Sciences. 
Además, es director de la Oficina de Programas Internacionales de Años de Monzones Asiáticos (AMY 2007-2012), y co-coordinador del Proyecto Internacional de Clima del Este Asiático (EAC).